# John Argyris
John Hadji Argyris (în greacă Ιωάννης Αργύρης) (n. 19 august 1913, Volos, Grecia – d. 2 aprilie 2004, Stuttgart) a fost un inginer german, ales membru de onoare al Academiei Române (în 1992).
1. 1 2  John Argyris, Structurae, accesat în 9 octombrie 2017
2. ↑  Czech National Authority Database, accesat în 29 ianuarie 2023
3. ↑   https://www.asme.org/about-asme/participate/honors-awards/achievement-awards/timoshenko-medal Lipsește sau este vid: |title= (ajutor)
4. ↑   https://www.asce.org/templates/award-detail.aspx?id=1602&all_recipients=1 Lipsește sau este vid: |title= (ajutor)